# Рощин, Алексей Александрович
Алексе́й Алекса́ндрович Ро́щин (1905—1997) — советский дипломат. Чрезвычайный и полномочный посланник I класса. Доктор исторических наук, профессор. Ветеран дипломатической службы СССР.

## Биография
С 1936 года — на дипломатической работе в НКИД СССР. Помощник первого заместителя наркома В. П. Потёмкина.
В 1938—1939 годах — заведующий Третьим Западным отделом НКИД СССР. Участник Великой Отечественной войны.
В 1944—1946 годах работал советником уполномоченного СССР при Европейской консультативной комиссии в Лондоне. В 1946—1950 годах был заместителем заведующего Отделом по делам Организации Объединённых Наций МИД СССР
В 1950 году назначен заведующим Отделом по делам ООН МИД СССР (до 1952). Затем до 1953 года работал старшим политическим советником Миссии СССР при Организации Объединённых Наций.
В 1953—1954 годах — заместитель заведующего Отделом международных организаций МИД СССР.
С 1956 по 1959 год был советником Посольства СССР в Великобритании. Позже — советник МИД СССР.
В 1964—1966 годах — заведующий Вторым Европейским отделом МИД СССР. В 1966—1976 годах был представителем СССР при Комитете по разоружению в Женеве. Участвовал в работе ряда международных конференций и совещаний.